# Dracaena phrynioides
Dracaena phrynioides là một loài thực vật có hoa trong họ Măng tây. Loài này được Hook. mô tả khoa học đầu tiên năm 1862.